# Rhodiola chrysanthemifolia
Rhodiola chrysanthemifolia là một loài thực vật có hoa trong họ Crassulaceae. Loài này được (H. Lév.) S.H. Fu miêu tả khoa học đầu tiên năm 1965.